# Даніель Міттеран
Даніель Міттеран (фр. Danielle Mitterrand; уроджена Даніель Ґуз; 29 жовтня 1924, Верден, Мез — 22 листопада 2011, Париж) — дружина президента Франції Франсуа Міттерана, перша леді Франції з 1981 по 1995 рік, громадський діяч.
Під час Другої світової війни брала участь у русі опору, тоді ж познайомилась з Франсуа Міттераном, з яким уклала шлюб 28 жовтня 1944. Від шлюбу народилось три сини: Паскаль (помер немовлям у 1945 році), Жан-Крістоф (нар. 1946) та Жілбер (нар. 1949).
Після президентських виборів 1981 року стала першою леді Франції, зосередилась на громадській діяльності, зокрема на наданні гуманітарної допомоги країнам третього світу.
1986 року вона заснувала гуманітарну організацію «Франс Ліберте — Фонд Даніель Міттеран», яка займалася наданням допомоги безпритульним, якою керувала до своєї смерті.